# FK Pardubice 1899
El FK Pardubice 1899 fue un equipo de Fútbol de la República Checa que jugó en la Primera Liga de Checoslovaquia, la primera división de Checoslovaquia.

## Historia
Fue fundado en el año 1925 en la ciudad de Pardubice con el nombre Explosia Semtín y tuvieron varios nombres a lo largo de su historia:
- 1925 – Explosia Semtín
- 1947 – Synthesia Semtín
- 1948 – Sokol Synthesia Semtín
- 1952 – Sokol Chemik Semtín
- 1953 – Jiskra Semtín
- 1958 – VCHZ Pardubice (1961 – se fusiona con el "VTJ Dukla Pardubice"(antiguo "Tankista Praha")
- 1990 – Synthesia Pardubice
- 1993 – SK Pardubice
- 1997 – FK Dropa Pardubice 1899
- 1999 – FK Pardubice 1899

En la temporada 1968/69 juega por primera y única vez en la Primera Liga de Checoslovaquia de la que descendió, mismo año en el que llega a la final de la Copa de Checoslovaquia en la que perdió 1-2 ante el Dukla Praga.
Luego de la disolución de Checoslovaquia jugó en la Czech 2. Liga entre 1993 y 1997, bajando a las divisiones regionales y desaparece en 2017 luego de fusionarse con el Sokol Rosice nad Labem.

## Jugadores

### Jugadores destacados
- Imre Stacho